# Olympische Sommerspiele 2016/Teilnehmer (Kolumbien)
| Gelbes Symbol für Goldmedaillen mit stilisierten Olympischen Ringen | Graues Symbol für Silbermedaillen mit stilisierten Olympischen Ringen | Braundes Symbol für Bronzemedaillen mit stilisierten Olympischen Ringen |
| ------------------------------------------------------------------- | --------------------------------------------------------------------- | ----------------------------------------------------------------------- |
| 3                                                                   | 2                                                                     | 3                                                                       |

Kolumbien nahm an den Olympischen Spielen 2016 in Rio de Janeiro teil. Es war die insgesamt 19. Teilnahme an Olympischen Sommerspielen. Das Comité Olímpico Colombiano nominierte 147 Athleten in 21 Sportarten.

## Teilnehmer nach Sportarten

### Bogenschießen
| Athleten                                    | Wettbewerb | Qualifikation | Qualifikation | 1. Runde              | 1. Runde | 2. Runde      | 2. Runde      | Achtelfinale  | Achtelfinale  | Viertelfinale | Viertelfinale | Halbfinale    | Halbfinale    | Finale        | Finale        | Rang          |
| Athleten                                    | Wettbewerb | Ringe         | Rang          | Gegner                | Ergebnis | Gegner        | Ergebnis      | Gegner        | Ergebnis      | Gegner        | Ergebnis      | Gegner        | Ergebnis      | Gegner        | Ergebnis      | Rang          |
| ------------------------------------------- | ---------- | ------------- | ------------- | --------------------- | -------- | ------------- | ------------- | ------------- | ------------- | ------------- | ------------- | ------------- | ------------- | ------------- | ------------- | ------------- |
| Frauen                                      |            |               |               |                       |          |               |               |               |               |               |               |               |               |               |               |               |
| Carolina Aguirre                            | Einzel     | 605           | 52            | Guendalina Sartori    | 0–6      | ausgeschieden | ausgeschieden | ausgeschieden | ausgeschieden | ausgeschieden | ausgeschieden | ausgeschieden | ausgeschieden | ausgeschieden | ausgeschieden | ausgeschieden |
| Ana Rendón                                  | Einzel     | 641           | 18            | Christine Bjerendal   | 2–6      | ausgeschieden | ausgeschieden | ausgeschieden | ausgeschieden | ausgeschieden | ausgeschieden | ausgeschieden | ausgeschieden | ausgeschieden | ausgeschieden | ausgeschieden |
| Natalia Sánchez                             | Einzel     | 609           | 48            | Xenija Perowa         | 5–6      | ausgeschieden | ausgeschieden | ausgeschieden | ausgeschieden | ausgeschieden | ausgeschieden | ausgeschieden | ausgeschieden | ausgeschieden | ausgeschieden | ausgeschieden |
| Carolina Aguirre Ana Rendón Natalia Sánchez | Mannschaft | 1855          | 10            | Indien                | 3–5      | –             | –             | –             | –             | ausgeschieden | ausgeschieden | ausgeschieden | ausgeschieden | ausgeschieden | ausgeschieden | ausgeschieden |
| Männer                                      |            |               |               |                       |          |               |               |               |               |               |               |               |               |               |               |               |
| Andrés Pila                                 | Einzel     | 654           | 43            | Khairul Anuar Mohamad | 0–6      | ausgeschieden | ausgeschieden | ausgeschieden | ausgeschieden | ausgeschieden | ausgeschieden | ausgeschieden | ausgeschieden | ausgeschieden | ausgeschieden | ausgeschieden |

### Boxen
| Athleten             | Wettbewerb                   | 1. Runde           | 1. Runde | Achtelfinale        | Achtelfinale  | Viertelfinale     | Viertelfinale | Halbfinale        | Halbfinale    | Finale             | Finale        | Rang          |
| Athleten             | Wettbewerb                   | Gegner             | Ergebnis | Gegner              | Ergebnis      | Gegner            | Ergebnis      | Gegner            | Ergebnis      | Gegner             | Ergebnis      | Rang          |
| -------------------- | ---------------------------- | ------------------ | -------- | ------------------- | ------------- | ----------------- | ------------- | ----------------- | ------------- | ------------------ | ------------- | ------------- |
| Frauen               |                              |                    |          |                     |               |                   |               |                   |               |                    |               |               |
| Íngrit Valencia      | Fliegengewicht bis 51 kg     | –                  | –        | Judith Mbougnade    | TKO           | Peamwilai Laopeam | 3:0           | Sarah Ourahmoune  | 1:2           | ausgeschieden      | ausgeschieden | Bronze        |
| Männer               |                              |                    |          |                     |               |                   |               |                   |               |                    |               |               |
| Yurberjen Martinez   | Halbfliegengewicht bis 49 kg | Patrick Lourenço   | 3:0      | Rogen Ladon         | 3:0           | Samuel Carmona    | 2:1           | Joahnys Argilagos | 2:1           | Hasanboy Doʻsmatov | 0:3           | Silber        |
| Ceiber Ávila         | Fliegengewicht bis 52 kg     | Freilos            | Freilos  | Elías Emigdio       | 3:0           | Michail Alojan    | 0:3           | ausgeschieden     | ausgeschieden | ausgeschieden      | ausgeschieden | ausgeschieden |
| Jorge Vivas          | Mittelgewicht bis 75 kg      | Wilfried Ntsengue  | 1:2      | ausgeschieden       | ausgeschieden | ausgeschieden     | ausgeschieden | ausgeschieden     | ausgeschieden | ausgeschieden      | ausgeschieden | ausgeschieden |
| Juan Carlos Carrillo | Halbschwergewicht bis 81 kg  | Erkin Adylbek Uulu | 3:0      | Mathieu Bauderlique | 0:3           | ausgeschieden     | ausgeschieden | ausgeschieden     | ausgeschieden | ausgeschieden      | ausgeschieden | ausgeschieden |

### Fechten
| Frauen                |                |                      |         |              |       |               |               |               |               |               |               |               |               |               |               |               |
| Saskia van Erven      | Florett Einzel | Freilos              | Freilos | Aida Mohamed | 12:15 | ausgeschieden | ausgeschieden | ausgeschieden | ausgeschieden | ausgeschieden | ausgeschieden | ausgeschieden | ausgeschieden | ausgeschieden | ausgeschieden | ausgeschieden |
| Männer                |                |                      |         |              |       |               |               |               |               |               |               |               |               |               |               |               |
| John Édison Rodríguez | Degen Einzel   | Dmytro Karjutschenko | 15:7    | Géza Imre    | 8:15  | ausgeschieden | ausgeschieden | ausgeschieden | ausgeschieden | ausgeschieden | ausgeschieden | ausgeschieden | ausgeschieden | ausgeschieden |               |               |

### Fußball
| Wettbewerb    | Frauen | Männer |
| ------------- | --- | --- |
| Athleten      | Lady Andrade Carolina Arbeláez Carolina Arias Nataly Arias Tatiana Ariza Angela Clavijo Isabella Echeverri Natalia Gaitán Diana Ospina Catalina Pérez (TW) Mildrey Pineda Nicole Regnier Liana Salazar Leicy Santos Sandra Sepúlveda (TW) Catalina Usme Oriánica Velásquez Ingrid Vidal | Felipe Aguilar Deivy Balanta Kevin Balanta Wílmar Barrios Cristian Bonilla (TW) Cristian Borja Miguel Borja Teófilo Gutiérrez Luis Hurtado (TW) Jefferson Lerma Deiver Machado Dorlan Pabón Helibelton Palacios Harold Preciado Sebastián Pérez Andrés Felipe Roa Arley Rodríguez William Tesillo |
| Trainer       | Felipe Taborda | Carlos Restrepo |
| Gruppenphase  | Frankreich 0:4 (0:3) Neuseeland 0:1 (0:1) Vereinigte Staaten 2:2 (1:1) | Schweden 2:2 (1:1) Japan 2:2 (0:0) Nigeria 2:0 (1:0) |
| Viertelfinale | ausgeschieden | Brasilien 0:2 (0:1) |
| Halbfinale    | ausgeschieden | ausgeschieden |
| Finale        | ausgeschieden | ausgeschieden |
| Platzierung   | – | – |

### Gewichtheben
| Athleten                    | Wettbewerb       | Reißen  | Reißen | Stoßen  | Stoßen | Zweikampf | Zweikampf | Rang   |
| Athleten                    | Wettbewerb       | Gewicht | Rang   | Gewicht | Rang   | Gewicht   | Rang      | Rang   |
| --------------------------- | ---------------- | ------- | ------ | ------- | ------ | --------- | --------- | ------ |
| Frauen                      |                  |         |        |         |        |           |           |        |
| Lina Rivas                  | Klasse bis 58 kg | 96 kg   | 8      | 120 kg  | 7      | 216 kg    | 7         | 7      |
| Mercedes Pérez              | Klasse bis 63 kg | 104 kg  | 5      | 130 kg  | 4      | 234 kg    | 4         | 4      |
| Leidy Solís                 | Klasse bis 69 kg | 110 kg  | 4      | 143 kg  | 3      | 253 kg    | 4         | 4      |
| Lina Riva Ubaldina Valoyess | Klasse bis 75 kg | 111 kg  | 5      | 136 kg  | 4      | 247 kg    | 4         | 4      |
| Männer                      |                  |         |        |         |        |           |           |        |
| Habib de las Salas          | Klasse bis 56 kg | 119 kg  | 8      | 147 kg  | 8      | 264 kg    | 6         | 6      |
| Óscar Figueroa              | Klasse bis 62 kg | 142 kg  | 1      | 176 kg  | 1      | 318 kg    | 1         | Gold   |
| Edwin Mosquera              | Klasse bis 69 kg | 140 kg  | 16     | 170 kg  | 16     | 310 kg    | 16        | 16     |
| Luis Javier Mosquera        | Klasse bis 69 kg | 145 kg  | 5      | 183 kg  | 3      | 338 kg    | 3         | Bronze |
| Andrés Caicedo              | Klasse bis 77 kg | 155 kg  | 7      | 191 kg  | 5      | 346 kg    | 6         | 6      |

### Golf
| Athleten      | Runde 1 | Runde 2 | Runde 3 | Runde 4 | Gesamt | Par | Rang |
| ------------- | ------- | ------- | ------- | ------- | ------ | --- | ---- |
| Frauen        |         |         |         |         |        |     |      |
| Mariajo Uribe | 70      | 71      | 74      | 66      | 281    | −3  | T19  |

### Judo
| Athleten       | Wettbewerb | 1. Runde   | 1. Runde    | 2. Runde      | 2. Runde         | Viertelfinale | Viertelfinale | Halbfinale / Trostrunde | Halbfinale / Trostrunde | Finale / Platz 3 | Finale / Platz 3 | Rang          |
| Athleten       | Wettbewerb | Gegner     | Ergebnis    | Gegner        | Ergebnis         | Gegner        | Ergebnis      | Gegner                  | Ergebnis                | Gegner           | Ergebnis         | Rang          |
| -------------- | ---------- | ---------- | ----------- | ------------- | ---------------- | ------------- | ------------- | ----------------------- | ----------------------- | ---------------- | ---------------- | ------------- |
| Frauen         |            |            |             |               |                  |               |               |                         |                         |                  |                  |               |
| Yadinis Amaris | bis 57 kg  | N. Gjakova | 000s2:100s0 | ausgeschieden | ausgeschieden    | ausgeschieden | ausgeschieden | ausgeschieden           | ausgeschieden           | ausgeschieden    | ausgeschieden    | ausgeschieden |
| Yuri Alvear    | bis 70 kg  | Freilos    | Freilos     | M. Pérez      | 000s2:000s3 (GS) | M. Bernabéu   | 100s0:000s0   | S. Conway               | 010s0:000s0 (GS)        | H. Tachimoto     | 000s0:100s1      | Silber        |

### Leichtathletik
Laufen und Gehen 
| Athleten                                                                    | Wettbewerb        | Runde 1     | Runde 1 | Halbfinale    | Halbfinale    | Finale          | Finale          | Rang |
| Athleten                                                                    | Wettbewerb        | Zeit        | Rang    | Zeit          | Rang          | Zeit            | Rang            | Rang |
| --------------------------------------------------------------------------- | ----------------- | ----------- | ------- | ------------- | ------------- | --------------- | --------------- | ---- |
| Frauen                                                                      |                   |             |         |               |               |                 |                 |      |
| Eliecith Palacios                                                           | 100 m             | 11,48 s     | 33      | ausgeschieden | ausgeschieden | ausgeschieden   | ausgeschieden   | 33   |
| Evelin Rivera                                                               | 100 m             | 11,59 s     | 43      | ausgeschieden | ausgeschieden | ausgeschieden   | ausgeschieden   | 43   |
| Muriel Coneo                                                                | 1500 m            | 4:09,50 min | 20      | ausgeschieden | ausgeschieden | ausgeschieden   | ausgeschieden   | 20   |
| Sandra Arenas                                                               | 20 km Gehen       | –           | –       | –             | –             | 1:35:40 h       | 32              | 32   |
| Yeseida Carrillo                                                            | 20 km Gehen       | –           | –       | –             | –             | 1:36:28 h       | 38              | 38   |
| Sandra Galvis                                                               | 20 km Gehen       | –           | –       | –             | –             | nicht beendet   | nicht beendet   | –    |
| Erika Abril                                                                 | Marathon          | –           | –       | –             | –             | 2:44:05 h       | 73              | 73   |
| Kellys Arias                                                                | Marathon          | –           | –       | –             | –             | nicht beendet   | nicht beendet   | –    |
| Angie Orjuela                                                               | Marathon          | –           | –       | –             | –             | 2:37:05 h       | 43              | 43   |
| Brigitte Merlano                                                            | Marathon          | 13,09 s     | 30      | ausgeschieden | ausgeschieden | ausgeschieden   | ausgeschieden   | 30   |
| Männer                                                                      |                   |             |         |               |               |                 |                 |      |
| Bernardo Baloyes                                                            | 200 m             | 20,78 s     | 58      | ausgeschieden | ausgeschieden | ausgeschieden   | ausgeschieden   | 58   |
| Diego Palomeque                                                             | 400 m             | 46,48 s     | 39      | ausgeschieden | ausgeschieden | ausgeschieden   | ausgeschieden   | 39   |
| Rafith Rodríguez                                                            | 800 m             | 1:46,65 min | 17      | ausgeschieden | ausgeschieden | ausgeschieden   | ausgeschieden   | 25   |
| Eider Arévalo                                                               | 20 km Gehen       | –           | –       | –             | –             | 1:21:36 h       | 15              | 15   |
| Luis Fernando López                                                         | 20 km Gehen       | –           | –       | –             | –             | 1:22:32 h       | 29              | 29   |
| Esteban Soto                                                                | 20 km Gehen       | –           | –       | –             | –             | 1:20:36 h       | 10              | 10   |
| José Leonardo Montaña                                                       | 50 km Gehen       | –           | –       | –             | –             | nicht beendet   | nicht beendet   | –    |
| James Rendón                                                                | 50 km Gehen       | –           | –       | –             | –             | disqualifiziert | disqualifiziert | –    |
| Jorge Armando Ruiz                                                          | 50 km Gehen       | –           | –       | –             | –             | 3:51:42 h       | 17              | 17   |
| Diego Colorado                                                              | Marathon          | –           | –       | –             | –             | 2:31:20 h       | 125             | 125  |
| Gerald Giraldo                                                              | Marathon          | –           | –       | –             | –             | 2:23:48 h       | 88              | 88   |
| Andrés Ruiz                                                                 | Marathon          | –           | –       | –             | –             | 2:22:09 h       | 79              | 79   |
| Yeison Rivas                                                                | 110 m Hürden      | 13,87 s     | 31      | ausgeschieden | ausgeschieden | ausgeschieden   | ausgeschieden   | 31   |
| Bernardo Baloyes Carlos Lemos Diego Palomeque Jhon Perlaza Anthony Zambrano | 4 × 400-m-Staffel | 3:01,84 min | 11      | –             | –             | ausgeschieden   | ausgeschieden   | 11   |

 Springen und Werfen 
| Athleten           | Wettbewerb  | Qualifikation | Qualifikation | Finale        | Finale        | Rang |
| Athleten           | Wettbewerb  | Weite/Höhe    | Rang          | Weite/Höhe    | Rang          | Rang |
| ------------------ | ----------- | ------------- | ------------- | ------------- | ------------- | ---- |
| Frauen             |             |               |               |               |               |      |
| Caterine Ibargüen  | Dreisprung  | 14,52 m       | 1             | 15,17 m       | 1             | Gold |
| Yosiris Urrutia    | Dreisprung  | 13,95 m       | 20            | ausgeschieden | ausgeschieden | 20   |
| Sandra Lemos       | Kugelstoßen | 16,46 m       | 31            | ausgeschieden | ausgeschieden | 31   |
| Flor Ruíz          | Speerwurf   | 62,32 m       | 9             | 61,54 m       | 9             | 9    |
| Männer             |             |               |               |               |               |      |
| Jhon Fredy Murillo | Dreisprung  | 16,78 m       | 8             | 17,09         | 5             | 5    |
| Mauricio Ortega    | Diskuswurf  | 61,62 m       | 18            | ausgeschieden | ausgeschieden | 18   |

 Mehrkampf 
| Athletinnen        | 100 m Hürden | 100 m Hürden | Hochsprung | Hochsprung | Kugelstoßen | Kugelstoßen | 200 m   | 200 m  | Weitsprung | Weitsprung | Speerwurf | Speerwurf | 800 m       | 800 m  | Punkte | Rang |
| Athletinnen        | Zeit         | Punkte       | Höhe       | Punkte     | Weite       | Punkte      | Zeit    | Punkte | Weite      | Punkte     | Weite     | Punkte    | Zeit        | Punkte | Punkte | Rang |
| ------------------ | ------------ | ------------ | ---------- | ---------- | ----------- | ----------- | ------- | ------ | ---------- | ---------- | --------- | --------- | ----------- | ------ | ------ | ---- |
| Siebenkampf Frauen |              |              |            |            |             |             |         |        |            |            |           |           |             |        |        |      |
| Evelis Aguilar     | 13,84 s      | 1001         | 1,74 m     | 903        | 13,60 m     | 767         | 24,12 s | 969    | 6,23 m     | 921        | 46,90 m   | 800       | 2:14,32 min | 902    | 6263   | 15   |

### Radsport

#### Bahn
| Athleten                 | Wettbewerb | Qualifikation | Qualifikation | Finals        | Finals        | Rang |
| Athleten                 | Wettbewerb | Zeit          | Rang          | Zeit          | Rang          | Rang |
| ------------------------ | ---------- | ------------- | ------------- | ------------- | ------------- | ---- |
| Frauen                   |            |               |               |               |               |      |
| Juliana Gaviria          | Sprint     | 11,505 s      | 24            | ausgeschieden | ausgeschieden | 24   |
| Martha Bayona            | Keirin     | –             | 3             | Finale 7–12   | 4             | 10   |
| Männer                   |            |               |               |               |               |      |
| Fabián Puerta            | Sprint     | 9,981 s       | 16            | Finale 9–12   | 2             | 10   |
| Santiago Ramírez Morales | Sprint     | 10,199 s      | 23            | ausgeschieden | ausgeschieden | 23   |
| Fabián Puerta            | Keirin     | –             | 2             | Finale        | 5             | 5    |

Omnium
| Männer           |   |    |    |    |   |    |   |    |    |    |   |    |     |   |
| Fernando Gaviria | 8 | 26 | 10 | 22 | 3 | 36 | 4 | 34 | 10 | 22 | 1 | 41 | 181 | 4 |

#### Straße
| Athleten           | Wettbewerb       | Zeit             | Rang             |
| ------------------ | ---------------- | ---------------- | ---------------- |
| Frauen             |                  |                  |                  |
| Ana Sanabria       | Straßenrennen    | 4:01:29 h        | 40               |
| Männer             |                  |                  |                  |
| Esteban Chaves     | Straßenrennen    | 6:13:39 h        | 21               |
| Sergio Henao       | Straßenrennen    | nicht beendet    | nicht beendet    |
| Miguel Ángel López | Straßenrennen    | nicht beendet    | nicht beendet    |
| Jarlinson Pantano  | Straßenrennen    | nicht beendet    | nicht beendet    |
| Rigoberto Urán     | Straßenrennen    | nicht beendet    | nicht beendet    |
| Rigoberto Urán     | Einzelzeitfahren | nicht angetreten | nicht angetreten |

#### Mountainbike
| Athleten         | Wettbewerb    | Zeit      | Rang |
| ---------------- | ------------- | --------- | ---- |
| Männer           |               |           |      |
| Jhonnatan Botero | Cross-Country | 1:35:44 h | 5    |

#### BMX
| Athleten       | Wettbewerb | Qualifikation | Qualifikation | Viertelfinale | Viertelfinale | Halbfinale | Halbfinale | Finale        | Finale        | Rang          |
| Athleten       | Wettbewerb | Zeit          | Rang          | Punkte        | Rang          | Punkte     | Rang       | Zeit          | Rang          | Rang          |
| -------------- | ---------- | ------------- | ------------- | ------------- | ------------- | ---------- | ---------- | ------------- | ------------- | ------------- |
| Frauen         |            |               |               |               |               |            |            |               |               |               |
| Mariana Pajón  | Rennen     | 34,508 s      | 1             | –             | –             | 3          | 1          | 34,093 s      | 1             | Gold          |
| Männer         |            |               |               |               |               |            |            |               |               |               |
| Carlos Oquendo | Rennen     | 35,341 s      | 14            | 9             | 2             | 14         | 6          | ausgeschieden | ausgeschieden | ausgeschieden |
| Carlos Ramirez | Rennen     | 35,423 s      | 19            | 11            | 4             | 11         | 3          | 35,517 s      | 3             | Bronze        |

### Reiten
| Springen                    |            |                  |               |               |              |              |      |
| Athleten                    | Wettbewerb | Strafpunkte      | Strafpunkte   | Strafpunkte   | Strafpunkte  | Strafpunkte  | Rang |
| Athleten                    | Wettbewerb | 1. Qualifikation | Nationenpreis | Nationenpreis | Einzelfinale | Einzelfinale | Rang |
| Athleten                    | Wettbewerb | 1. Qualifikation | 1. Umlauf     | 2. Umlauf     | 1. Umlauf    | 2. Umlauf    | Rang |
| Daniel Bluman mit Apardi    | Einzel     | (15)             | –             | –             | –            | –            | 63   |
| René Lopez mit Con Dios III | Einzel     | (8)              | (13)          | –             | –            | –            | 55   |

### Ringen
| Athleten                         | Wettbewerb       | 1. Runde    | 1. Runde | Achtelfinale     | Achtelfinale  | Viertelfinale      | Viertelfinale | Halbfinale    | Halbfinale    | Hoffnungsrunde Viertelfinale | Hoffnungsrunde Viertelfinale | Hoffnungsrunde Halbfinale | Hoffnungsrunde Halbfinale | Hoffnungsrunde Finale | Hoffnungsrunde Finale | Finale        | Finale        | Rang          |
| Athleten                         | Wettbewerb       | Gegner      | Ergebnis | Gegner           | Ergebnis      | Gegner             | Ergebnis      | Gegner        | Ergebnis      | Gegner                       | Ergebnis                     | Gegner                    | Ergebnis                  | Gegner                | Ergebnis              | Gegner        | Ergebnis      | Rang          |
| -------------------------------- | ---------------- | ----------- | -------- | ---------------- | ------------- | ------------------ | ------------- | ------------- | ------------- | ---------------------------- | ---------------------------- | ------------------------- | ------------------------- | --------------------- | --------------------- | ------------- | ------------- | ------------- |
| Freistil Frauen                  |                  |             |          |                  |               |                    |               |               |               |                              |                              |                           |                           |                       |                       |               |               |               |
| Carolina Castillo                | Klasse bis 48 kg | Freilos     | Freilos  | Chov Sotheara    | 4:0           | Eliza Jankowa      | 1:3           | ausgeschieden | ausgeschieden | ausgeschieden                | ausgeschieden                | ausgeschieden             | ausgeschieden             | ausgeschieden         | ausgeschieden         | ausgeschieden | ausgeschieden | ausgeschieden |
| Jackeline Rentería               | Klasse bis 58 kg | Freilos     | Freilos  | Yanet Sovero     | 3:1           | Julija Ratkewitsch | 1:3           | ausgeschieden | ausgeschieden | ausgeschieden                | ausgeschieden                | ausgeschieden             | ausgeschieden             | ausgeschieden         | ausgeschieden         | ausgeschieden | ausgeschieden | ausgeschieden |
| Andrea Olaya                     | Klasse bis 75 kg | Freilos     | Freilos  | Adeline Gray     | 0:5           | ausgeschieden      | ausgeschieden | ausgeschieden | ausgeschieden | ausgeschieden                | ausgeschieden                | ausgeschieden             | ausgeschieden             | ausgeschieden         | ausgeschieden         | ausgeschieden | ausgeschieden | ausgeschieden |
| griechisch-römischer Stil Männer |                  |             |          |                  |               |                    |               |               |               |                              |                              |                           |                           |                       |                       |               |               |               |
| Carlos Muñoz                     | Klasse bis 75 kg | Péter Bácsi | 0:4      | ausgeschieden    | ausgeschieden | ausgeschieden      | ausgeschieden | ausgeschieden | ausgeschieden | ausgeschieden                | ausgeschieden                | ausgeschieden             | ausgeschieden             | ausgeschieden         | ausgeschieden         | ausgeschieden | ausgeschieden | ausgeschieden |
| Freistil Männer                  |                  |             |          |                  |               |                    |               |               |               |                              |                              |                           |                           |                       |                       |               |               |               |
| Carlos Izquierdo                 | Klasse bis 74 kg | Freilos     | Freilos  | Cəbrayıl Həsənov | 0:4           | ausgeschieden      | ausgeschieden | ausgeschieden | ausgeschieden | ausgeschieden                | ausgeschieden                | ausgeschieden             | ausgeschieden             | ausgeschieden         | ausgeschieden         | ausgeschieden | ausgeschieden | ausgeschieden |

### Rugby
| Wettbewerb         | Frauen |
| ------------------ | --- |
| Athleten           | Nicole Acevedo Sharon Acevedo Alejandra Betancur Solangie Delgado Laura González Camila Lopera Guadalupe López Nathalie Marchino Katherinne Medina Ana Ramírez Estefanía Ramírez Isabel Romero |
| Trainer            | Laurent Palau |
| Gruppenphase       | Australien (0:53) USA (0:48) Fidschi (0:36) |
| Viertelfinale      | – |
| Halbfinale         | – |
| Finale             | – |
| Platzierungsspiele | Brasilien (0:24) Kenia (10:22) |
| Platzierung        | 12. Platz |

### Schießen
| Athleten    | Wettbewerb | Qualifikation   | Qualifikation | Finale          | Finale        | Ringe/ Scheiben | Rang |
| Athleten    | Wettbewerb | Ringe/ Scheiben | Rang          | Ringe/ Scheiben | Rang          | Ringe/ Scheiben | Rang |
| ----------- | ---------- | --------------- | ------------- | --------------- | ------------- | --------------- | ---- |
| Männer      |            |                 |               |                 |               |                 |      |
| Danilo Caro | Trap       | 110             | 27            | ausgeschieden   | ausgeschieden | 110             | 27   |

### Schwimmen
| Athleten        | Wettbewerb          | Vorlauf     | Vorlauf | Halbfinale    | Halbfinale    | Finale        | Finale        | Rang |
| Athleten        | Wettbewerb          | Zeit        | Rang    | Zeit          | Rang          | Zeit          | Rang          | Rang |
| --------------- | ------------------- | ----------- | ------- | ------------- | ------------- | ------------- | ------------- | ---- |
| Frauen          |                     |             |         |               |               |               |               |      |
| Isabella Arcila | 50 m Freistil       | 25,35 s     | 30      | ausgeschieden | ausgeschieden | ausgeschieden | ausgeschieden | 30   |
| Männer          |                     |             |         |               |               |               |               |      |
| Jonathan Gómez  | 200 m Schmetterling | 1:56,65 min | 15      | 1:57,47 min   | 15            | ausgeschieden | ausgeschieden | 15   |
| Jorge Murillo   | 100 m Brust         | 59,93 s     | 14      | 1:00,81 min   | 16            | ausgeschieden | ausgeschieden | 16   |
| Jorge Murillo   | 200 m Brust         | 2:12,81 min | 28      | ausgeschieden | ausgeschieden | ausgeschieden | ausgeschieden | 28   |
| Omar Pinzón     | 200 m Rücken        | 1:59,69 min | 22      | ausgeschieden | ausgeschieden | ausgeschieden | ausgeschieden | 22   |

### Segeln
Fleet Race
| Athleten        | Wettbewerb      | Qualifikation | Qualifikation | Medal Race    | Medal Race    | Punkte | Rang |
| Athleten        | Wettbewerb      | Punkte        | Rang          | Punkte        | Rang          | Punkte | Rang |
| --------------- | --------------- | ------------- | ------------- | ------------- | ------------- | ------ | ---- |
| Männer          |                 |               |               |               |               |        |      |
| Santiago Grillo | Windsurfen RS:X | 299           | 30            | ausgeschieden | ausgeschieden | 299    | 30   |

### Synchronschwimmen
| Athletinnen                     | Wettbewerb | Qualifikation     | Qualifikation     | Qualifikation  | Qualifikation  | Qualifikation | Qualifikation | Finale         | Finale         | Finale           | Finale           |
| Athletinnen                     | Wettbewerb | Technische Kür TK | Technische Kür TK | Freie Kür FK-Q | Freie Kür FK-Q | Gesamt        | Gesamt        | Freie Kür FK-F | Freie Kür FK-F | Gesamt TK + FK-F | Gesamt TK + FK-F |
| Athletinnen                     | Wettbewerb | Punkte            | Rang              | Punkte         | Rang           | Punkte        | Rang          | Punkte         | Rang           | Punkte           | Rang             |
| ------------------------------- | ---------- | ----------------- | ----------------- | -------------- | -------------- | ------------- | ------------- | -------------- | -------------- | ---------------- | ---------------- |
| Frauen                          |            |                   |                   |                |                |               |               |                |                |                  |                  |
| Estefanía Álvarez Mónica Arango | Duett      | 80,3363           | 17                | 80,4667        | 17             | 160,8030      | 17            | ausgeschieden  | ausgeschieden  | ausgeschieden    | ausgeschieden    |

### Taekwondo
| Athleten     | Wettbewerb       | Achtelfinale | Achtelfinale | Viertelfinale | Viertelfinale | Hoffnungsrunde Halbfinale | Hoffnungsrunde Halbfinale | Halbfinale    | Halbfinale    | Hoffnungsrunde Finale | Hoffnungsrunde Finale | Finale        | Finale        | Rang          |
| Athleten     | Wettbewerb       | Gegner       | Ergebnis     | Gegner        | Ergebnis      | Gegner                    | Ergebnis                  | Gegner        | Ergebnis      | Gegner                | Ergebnis              | Gegner        | Ergebnis      | Rang          |
| ------------ | ---------------- | ------------ | ------------ | ------------- | ------------- | ------------------------- | ------------------------- | ------------- | ------------- | --------------------- | --------------------- | ------------- | ------------- | ------------- |
| Frauen       |                  |              |              |               |               |                           |                           |               |               |                       |                       |               |               |               |
| Doris Patiño | Klasse bis 57 kg | Hedaya Malak | 0:13         | ausgeschieden | ausgeschieden | ausgeschieden             | ausgeschieden             | ausgeschieden | ausgeschieden | ausgeschieden         | ausgeschieden         | ausgeschieden | ausgeschieden | ausgeschieden |
| Männer       |                  |              |              |               |               |                           |                           |               |               |                       |                       |               |               |               |
| Óscar Muñoz  | Klasse bis 58 kg | Rui Bragança | 3:14         | ausgeschieden | ausgeschieden | ausgeschieden             | ausgeschieden             | ausgeschieden | ausgeschieden | ausgeschieden         | ausgeschieden         | ausgeschieden | ausgeschieden | ausgeschieden |

### Tennis
| Athleten                          | Wettbewerb | 1. Runde                            | 1. Runde  | 2. Runde      | 2. Runde      | Achtelfinale            | Achtelfinale  | Viertelfinale | Viertelfinale | Halbfinale    | Halbfinale    | Finale        | Finale        |
| Athleten                          | Wettbewerb | Gegner                              | Ergebnis  | Gegner        | Ergebnis      | Gegner                  | Ergebnis      | Gegner        | Ergebnis      | Gegner        | Ergebnis      | Gegner        | Ergebnis      |
| --------------------------------- | ---------- | ----------------------------------- | --------- | ------------- | ------------- | ----------------------- | ------------- | ------------- | ------------- | ------------- | ------------- | ------------- | ------------- |
| Frauen                            |            |                                     |           |               |               |                         |               |               |               |               |               |               |               |
| Mariana Duque Mariño              | Einzel     | Angelique Kerber                    | 3:6, 5:7  | ausgeschieden | ausgeschieden | ausgeschieden           | ausgeschieden | ausgeschieden | ausgeschieden | ausgeschieden | ausgeschieden | ausgeschieden | ausgeschieden |
| Männer                            |            |                                     |           |               |               |                         |               |               |               |               |               |               |               |
| Robert Farah Juan Sebastián Cabal | Doppel     | Pierre-Hugues Herbert Nicolas Mahut | 7:64, 6:3 | –             | –             | Steve Johnson Jack Sock | 4:6, 6:71     | ausgeschieden | ausgeschieden | ausgeschieden | ausgeschieden | ausgeschieden | ausgeschieden |

### Tischtennis
| Athleten   | Wettbewerb | 1. Runde         | 1. Runde | 2. Runde      | 2. Runde      | 3. Runde      | 3. Runde      | 4. Runde      | 4. Runde      | Viertelfinale | Viertelfinale | Halbfinale    | Halbfinale    | Finale        | Finale        | Rang          |
| Athleten   | Wettbewerb | Gegner           | Ergebnis | Gegner        | Ergebnis      | Gegner        | Ergebnis      | Gegner        | Ergebnis      | Gegner        | Ergebnis      | Gegner        | Ergebnis      | Gegner        | Ergebnis      | Rang          |
| ---------- | ---------- | ---------------- | -------- | ------------- | ------------- | ------------- | ------------- | ------------- | ------------- | ------------- | ------------- | ------------- | ------------- | ------------- | ------------- | ------------- |
| Frauen     |            |                  |          |               |               |               |               |               |               |               |               |               |               |               |               |               |
| Lady Ruano | Einzel     | Iveta Vacenovská | 0:4      | ausgeschieden | ausgeschieden | ausgeschieden | ausgeschieden | ausgeschieden | ausgeschieden | ausgeschieden | ausgeschieden | ausgeschieden | ausgeschieden | ausgeschieden | ausgeschieden | ausgeschieden |

### Turnen

#### Gerätturnen
| Athleten               | Wettbewerb       | Qualifikation | Qualifikation | Finale        | Finale        | Rang |
| Athleten               | Wettbewerb       | Punkte        | Rang          | Punkte        | Rang          | Rang |
| ---------------------- | ---------------- | ------------- | ------------- | ------------- | ------------- | ---- |
| Frauen                 |                  |               |               |               |               |      |
| Catalina Elena Escobar | Stufenbarren     | 13,058        | 61            | ausgeschieden | ausgeschieden | 61   |
| Catalina Elena Escobar | Schwebebalken    | 10,200        | 82            | ausgeschieden | ausgeschieden | 82   |
| Catalina Elena Escobar | Boden            | 3,700         | 82            | ausgeschieden | ausgeschieden | 82   |
| Männer                 |                  |               |               |               |               |      |
| Jossimar Calvo         | Mehrkampf Einzel | 87,506        | 13            | 88,915        | 10            | 10   |

### Wasserspringen
| Athleten          | Wettbewerb                 | Vorkampf | Vorkampf | Halbfinale    | Halbfinale    | Finale        | Finale        | Rang |
| Athleten          | Wettbewerb                 | Punkte   | Rang     | Punkte        | Rang          | Punkte        | Rang          | Rang |
| ----------------- | -------------------------- | -------- | -------- | ------------- | ------------- | ------------- | ------------- | ---- |
| Frauen            |                            |          |          |               |               |               |               |      |
| Diana Pineda      | Kunstspringen 3 m          | 276,90   | 23       | ausgeschieden | ausgeschieden | ausgeschieden | ausgeschieden | 23   |
| Männer            |                            |          |          |               |               |               |               |      |
| Sebastián Morales | Kunstspringen 3 m          | 447,05   | 5        | 406,55        | 11            | 364,50        | 12            | 12   |
| Víctor Ortega     | Turmspringen Synchron 10 m | 386,85   | 20       | ausgeschieden | ausgeschieden | ausgeschieden | ausgeschieden | 20   |
| Sebastián Villa   | Turmspringen Synchron 10 m | 350,40   | 25       | ausgeschieden | ausgeschieden | ausgeschieden | ausgeschieden | 25   |